# Зарубинский сельский совет (Збаражский район)
Зарубинский сельский совет (укр. Зарубинська сільська рада) — входит в состав
Збаражского района
Тернопольской области
Украины.
Административный центр сельского совета находится в 
с. Зарубинцы.

## Населённые пункты совета
- с. Зарубинцы